# Radu IX Mihnea

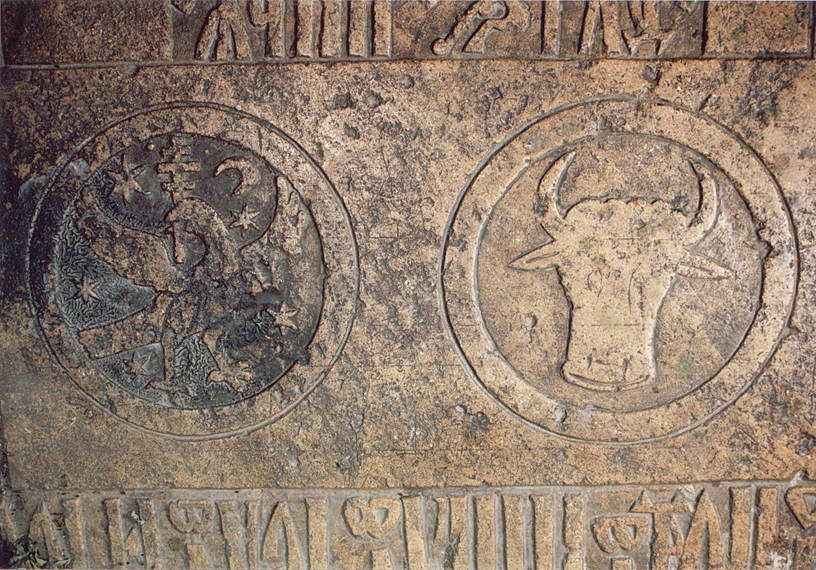
Pietra tombale di Radu IX Mihnea con le insegne di Valacchia e di Moldavia

Radu IX Minhea (1586 – 1626), della stirpe valacca dei Drăculești, fu voivoda (principe) sia di Valacchia che di Moldavia (regione storica) a più riprese nella prima metà del XVII secolo. Figlio del voivoda Mihnea II Turcitul, venne sempre messo o rimosso al potere dai turchi ottomani: regnò sulla Valacchia nel biennio 1601-1602, dal 1611 al 1616 e dal 1620 al 1623; dal 1616 al 1619 e dal 1623 al 1626 sulla Moldavia.

## Biografia
Figlio illegittimo del voivoda (principe) Mihnea II Turcitul di Valacchia, Radu IX Mircea nacque probabilmente nel 1585. Nonostante l'apostasia del padre, convertitosi all'Islam, venne allevato nella fede cristiana dalla madre. Trascorse la maggior parte della sua infanzia a Capodistria, poi nel Monastero di Iviron, sul Monte Athos, in Grecia. I frequenti contatti del giovane Radu con la Repubblica di Venezia contribuirono al suo stile di vita (fu infatti grande mecenate delle arti) e spinsero certamente in favore delle riforme alle istituzioni valacche e moldave.
Dopo aver completato i suoi studi ad Istanbul, Radu Mihnea fece il suo ingresso nella scena politica dei Principati danubiani nel 1601.

La congiuntura sociopolitica era delicatissima. Nel generale contesto della Lunga Guerra in corso tra l'impero ottomano e gli Asburgo, l'ingresso nella contesa della potente Confederazione Polacco-Lituana, decisa a sfruttare il reciproco indebolimento dei turchi e degli austriaci per estendere la sua influenza fino al Danubio, aveva bruscamente rimescolato le carte in gioco. Il voivoda Michele il Coraggioso, già signore di Valacchia, Moldavia (regione storica) e Transilvania, era stato assassinato per ordine del condottiero asburgico Giorgio Basta (9 agosto) ed il Grand Hetman della Confederazione Polacco-Lituana, Jan Zamoyski, ne aveva approfittato per mettere sul trono valacco il moldavo Simion Movilă. Spalleggiato dai turchi, Radu Mihnea prese per sé il trono di Valacchia il 23 agosto, scacciando Movilă.
Radu Mihnea scompare a questo punto dalle cronache per circa un decennio. Nel 1611 torna in Valacchia come pedina dei turchi, occupando il trono nel marzo-maggio al posto di Gabriel Bathory ed in via definitiva a settembre a seguito della deposizione di Radu X Șerban. Signore di Valacchia fino al 1616, Radu IX perde il trono in favore di Gavril Movilă, appoggiato dalla Confederazione Polacco-Lituana (v. Guerra dei Magnati di Moldavia), ma viene messo sul trono di Moldavia dai turchi (luglio) e negozia con il Grand Hetman Stanisław Żółkiewski il Trattato di Braha per pacificare le contese in corso sulle terre ucraine.
Signore di Moldavia fino al febbraio 1619, Radu Mihnea torna voivoda di Valacchia nell'agosto del 1620 alla deposizione di Movilă. Partecipa, per parte ottomana, ai negoziati successivi la Battaglia di Hotin (1621) che chiudono, con il Trattato di Hotin (1622) la Prima guerra polacco-ottomana. L'operato di Radu gli valse la gratitudine sia dei turchi che dei polacchi.
Rimosso dal trono valacco nell'agosto del 1623, Radu Mihnea torna voivoda di Moldavia e vi regna fino alla morte, nel 1626. Il suo corpo venne traslato a Bucarest e sepolto in una chiesa sottoposta all'autorità dei monaci del Monte Athos.

## Discendenza
Radu IX Mihnea e Arghira ebbero cinque figli, tre maschi e due femmine. Furono gli ultimi discendenti diretti di Vlad III di Valacchia (il Dracula di Bram Stoker):
- Alexandru V Coconul, voivoda di Valacchia e di Moldavia;
- Mihnea III di Valacchia;
- Ecaterina, sposata a Moïse Movilă, voivoda di Moldavia.